# Jože Zablatnik
Jože Zablatnik (tudi Joseph Sablatnig), slovenski pilot, letalski konstruktor in podjetnik, * 9. februar 1886, Celovec, † 28. februar 1946, Posebno taborišče št. 2 Buchenwald (Speziallager Nr. 2 Buchenwald). 

## Življenje in delo
Pozimi 1909/1910 si je kupil prvo letalo in opravil pilotski tečaj. 29. maja 1910 je s prijateljem O. Heimom v Celovcu pripravil prvi javni letalski miting. 26. junija pa z njim in Edvardom Rusjanom miting v Gorici. Istega leta je dobil pilotsko dovoljenje in tako postal prvi diplomirani pilot slovenskega rodu. V začetku leta 1911 se je zaposlil kot šef pilotov in konstruktor v letalski tovarni v Dunajskem Novem mestu. V noči na 10. avgust 1911 je opravil prvi nočni polet na svetu. Nato je odšel v Nemčijo in se tam hitro uveljavil. Leta 1913 je postavil več višinskih rekordov, v 1. polovici 1914 pa akrobatsko letel s športnim letalom, ki ga je sam konstruiral. Leta 1916 je ustanovil letalsko tovarno Sablatnig-Flugzeugbau GmbH, v kateri so do konca 1. svetovne vojne izdelali 167 vojaških letal (Tipi: Sablatnig SF 2, SF 5 in SF 6), predvsem izvidniških hidroplanov, takoj po vojni pa eno prvih potniških letal. Leta 1920 je ustanovil družbo za letalski promet (Lloyd Luftverkehr Sablatnig), eno od predhodnic Lufthanse.
Med drugo svetovno vojno je v Berlinu konstruiral hitre čolne za potrebe nemške vojske. Po koncu svetovne vojne so ga 16. junija v njegovem biroju prijeli vojaki Rdeče armade in ga zaprli v delovno taborišče pri Berlinu, kjer je 28. februarja 1946 umrl zaradi slabega zdravja in podhranjenosti.